# Monotagma spicatum
Monotagma spicatum är en strimbladsväxtart som först beskrevs av Jean Baptiste Christophe Fusée Aublet, och fick sitt nu gällande namn av James Francis Macbride. Monotagma spicatum ingår i släktet Monotagma och familjen strimbladsväxter. Inga underarter finns listade.